# Leichtathletik-Weltmeisterschaften 2011/20 km Gehen der Männer

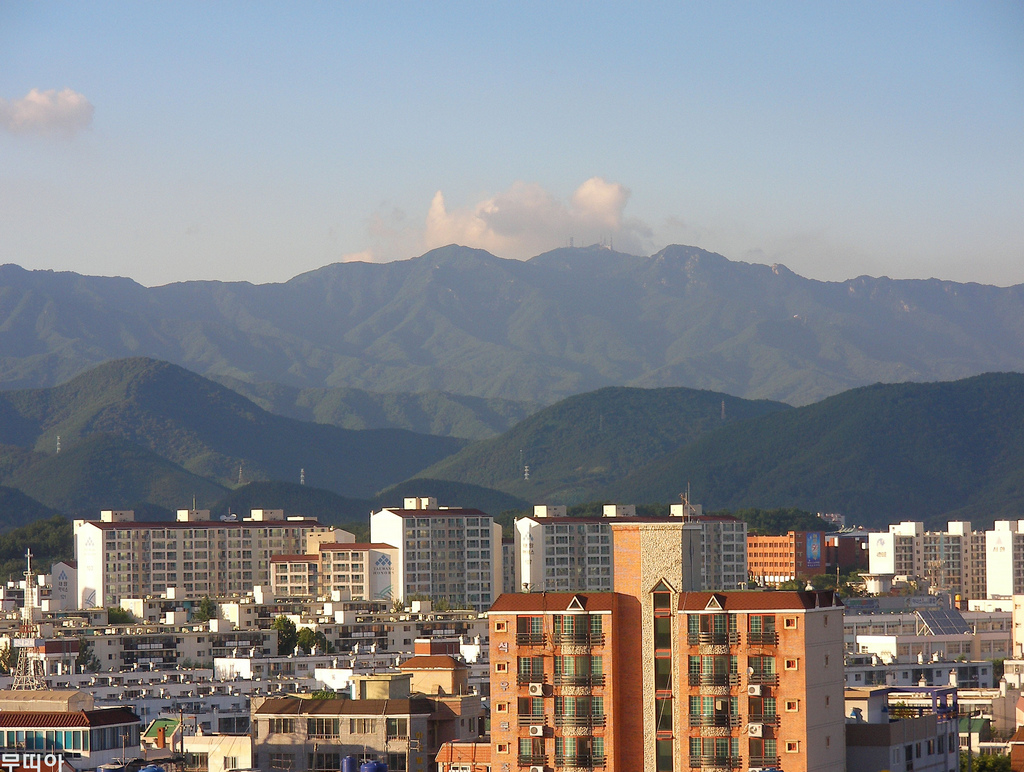
Die Stadt Daegu mit Bergpanorama im Jahr 2007

Das 20-km-Gehen der Männer bei den Leichtathletik-Weltmeisterschaften 2011 wurde am 28. August 2011 in den Straßen der südkoreanischen Stadt Daegu ausgetragen.
Weltmeister wurde der Kolumbianer Luis Fernando López, der bei den Leichtathletik-Südamerikameisterschaften 2009 Gold und 2005 Bronze gewonnen hatte. Auf den zweiten Platz kam der Chinese Wang Zhen. Bronze ging an den Südkoreaner Kim Hyun-sub.

## Bestehende Rekorde
| Weltrekord | 1:17:16 h | Wladimir Kanaikin | Saransk, Russland            | 29. September 2007 |
| WM-Rekord  | 1:17:21 h | Jefferson Pérez   | WM 2003 in Paris, Frankreich | 23. August 2003    |

Der bestehende WM-Rekord wurde bei diesen Weltmeisterschaften nicht eingestellt und nicht verbessert.
Anmerkung zum Weltrekord:

Ein knappes Jahr nach Kanaikins Weltrekord ging sein russischer Landsmann Sergei Morosow ebenfalls in Saransk 1:16:43 h. Doch diese Leistung wurde nicht als offizieller Weltrekord anerkannt. Kanaikins Zeit wurde erst am 8. März 2015 in Arles, Frankreich, offiziell als Weltrekord unterboten, als der Franzose Yohann Diniz 1:17:02 h erzielte. Damit war allerdings inoffiziell immer noch Morosow der schnellste Geher auf dieser Distanz. Doch nur sieben Tage nach der Rekordverbesserung durch Diniz ging der Japaner Yūsuke Suzuki in Nomi, Japan, 1:16:36 h. Diese schnellste je gegangene Zeit wurde offiziell als Weltrekord anerkannt.

## Doping
In diesem Wettbewerb gab es sechs dopingbedingte Disqualifikationen, davon vier für russische, eine für einen ukrainischen und eine für einen türkischen Geher.
- Waleri Bortschin, Russland, zunächst auf Rang 1. Er erhielt als Wiederholungstäter 2015 eine achtjährige Sperre, die rückwirkend zum 15. Oktober 2012 begann. Unter anderem sein Resultat von diesen Weltmeisterschaften wurde annulliert.[2]
- Wladimir Kanaikin, Russland, zunächst Zweiter. Er hatte das verbotene Mittel Erythropoetin (EPO) eingesetzt, was mit einer zweijährigen Sperre geahndet wurde. Unter anderem sein Resultat von diesen Weltmeisterschaften wurde gestrichen.[3]
- Stanislaw Jemeljanow, Russland, zunächst Fünfter. Er wurde 2010 wegen Abweichungen in seinem Biologischen Pass für zwei Jahre gesperrt. Unter anderem sein Resultat von diesen Weltmeisterschaften wurde annulliert.[4] Er verletzte später noch einmal die Antidopingbestimmungen und wurde vom Internationalen Sportgerichtshof CAS mit einer Sperre von acht Jahren belegt, die am 7. April 2017 begann.[5]
- Ruslan Dmytrenko, Ukraine, zunächst Siebter. Er verstieß im August 2009 gegen die Antidopingbestimmungen, seine vom 14. August 2009 bis 4. Mai 2020 erzielten Resultate wurden gestrichen, darunter sein Resultat von diesen Weltmeisterschaften.[6]
- Sergei Morosow, Russland, zunächst Zwölfter. Der russische Leichtathletikverband verhängte 2012 gegen ihn als Mehrfachtäter im Jahr 2012 eine lebenslange Sperre, nachdem sein Biologischer Pass ein abnormales Hämoglobin-Profil aufwies. Vor den Olympischen Spielen 2008 war er bereits einmal für zwei Jahre wegen Doping mit EPO gesperrt.[7]
- Recep Çelik, Türkei, ursprünglich Rang 28. Zunächst erhielt der Athlet eine zweijährige Sperre wegen einer positiven Dopingprobe von Mai 2012. Bei Nachtests erwies sich auch eine Probe von August 2011 als positiv. Daraufhin wurde Recep Çelik mit einer weiteren Sperre von acht Jahren belegt, beginnend am 27. September 2016. Die Resultate des Gehers seit dem 25. Juli 2011 wurden annulliert.[8]

## Durchführung
Hier gab es keine Vorrunde, alle 46 Geher traten gemeinsam zum Finale an.

## Ergebnis
28. August 2011, 9:00 Uhr

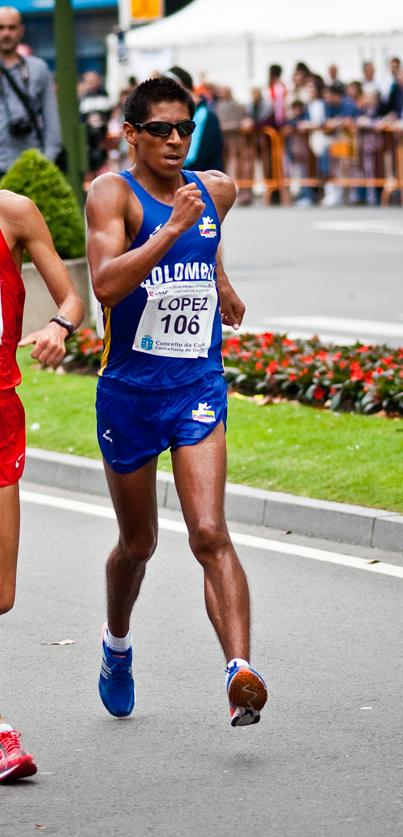
Weltmeister Luis Fernando López

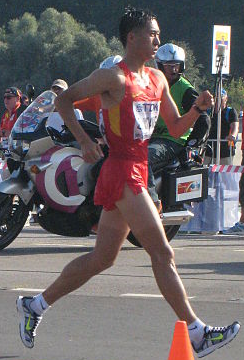
Vizeweltmeister Wang Zhen

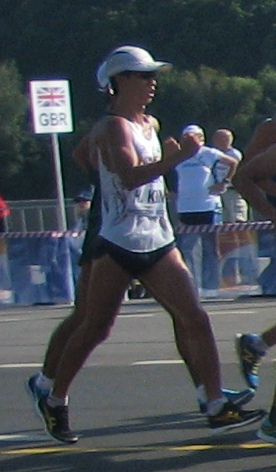
Bronzemedaillengewinner Kim Hyun-sub

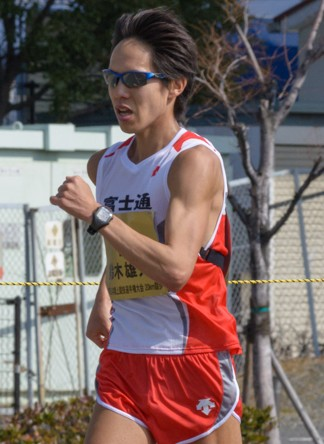
Yūsuke Suzuki kam auf den vierten Platz

Zunächst wurde das Rennen vom Italiener Giorgio Rubino, der später wegen Nichteinhaltung der Gehregeln disqualifiziert wurde, und Yusuke Suzuki bestimmt. Kurz vor Kilometer 15 setzte sich der nachträglich aufgrund von Dopingverstößen disqualifizierte Waleri Bortschin aus Russland an die Spitze und ging als Erster durchs Ziel. Genauso wie sein Landsmann Wladimir Kanaikin, der als Zweiter die Ziellinie überquert hatte, wurde Bortschin jedoch wie auch bei anderen Veranstaltungen nachträglich disqualifiziert. So siegte nach Abschluss der nachträglich vorgenommenen Disqualifikationen der Kolumbianer Luis Fernando López vor dem Chinesen Wang Zhen.
| Platz | Name                       | Nation              | Zeit (h) |
| ----- | -------------------------- | ------------------- | -------- |
| 1     | Luis Fernando López        | Kolumbien           | 1:20:38  |
| 2     | Wang Zhen                  | Volksrepublik China | 1:20:54  |
| 3     | Kim Hyun-sub               | Südkorea            | 1:21:17  |
| 4     | Yūsuke Suzuki              | Japan               | 1:21:39  |
| 5     | Alex Schwazer              | Italien             | 1:21:50  |
| 6     | Erick Barrondo             | Guatemala           | 1:22:08  |
| 7     | Chu Yafei                  | Volksrepublik China | 1:22:10  |
| 8     | Wang Hao                   | Volksrepublik China | 1:22:49  |
| 9     | Matej Tóth                 | Ungarn              | 1:22:55  |
| 10    | Eder Sánchez               | Mexiko              | 1:23:05  |
| 11    | João Vieira                | Portugal            | 1:23:23  |
| 12    | Miguel Ángel López         | Spanien             | 1:23:41  |
| 13    | Anton Kučmín               | Slowakei            | 1:23:57  |
| 14    | James Rendón               | Kolumbien           | 1:24:08  |
| 15    | Horacio Nava               | Mexiko              | 1:24:15  |
| 16    | Christopher Linke          | Deutschland         | 1:24:17  |
| 17    | Caio Bonfim                | Brasilien           | 1:24:29  |
| 18    | Trevor Barron              | USA                 | 1:24:33  |
| 19    | Rafał Augustyn             | Polen               | 1:24:47  |
| 20    | Byun Young-jun             | Südkorea            | 1:24:48  |
| 21    | Hassanine Sebei            | Tunesien            | 1:25:17  |
| 22    | Jared Tallent              | Australien          | 1:25:25  |
| 23    | Nasar Kowalenko            | Ukraine             | 1:25:50  |
| 24    | Gurmeet Singh              | Indien              | 1:26:34  |
| 25    | Babubhai Panucha           | Indien              | 1:26:53  |
| 26    | David Kimutai Rotich       | Kenia               | 1:27:20  |
| 27    | Yerko Araya                | Chile               | 1:27:47  |
| 28    | Hédi Teraoui               | Tunesien            | 1:29:48  |
| 29    | Diego Flores Hinojosa      | Mexiko              | 1:30:00  |
| 30    | Juan Manuel Cano           | Argentinien         | 1:30:00  |
| 31    | Emerson Hernandez          | El Salvador         | 1:30:48  |
| 32    | Ronal Quispe               | Bolivien            | 1:32:09  |
| DNF   | Adam Rutter                | Australien          |          |
| DNF   | Mauricio Arteaga           | Ecuador             |          |
| DNF   | Francisco Javier Fernández | Spanien             |          |
| DNF   | Park Chil-sung             | Südkorea            |          |
| DSQ   | Moacir Zimmermann          | Brasilien           |          |
| DSQ   | Gustavo Restrepo           | Kolumbien           |          |
| DSQ   | Giorgio Rubino             | Italien             |          |
| DSQ   | Anatole Ibáñez             | Schweden            |          |
| DOP   | Waleri Bortschin           | Russland            | 1:19:56  |
| DOP   | Wladimir Kanaikin          | Russland            | 1:20:27  |
| DOP   | Stanislaw Jemeljanow       | Russland            | 1:21:11  |
| DOP   | Ruslan Dmytrenko           | Ukraine             | 1:21:31  |
| DOP   | Sergei Morosow             | Russland            | 1:22:37  |
| DOP   | Recep Çelik                | Türkei              | 1:25:39  |

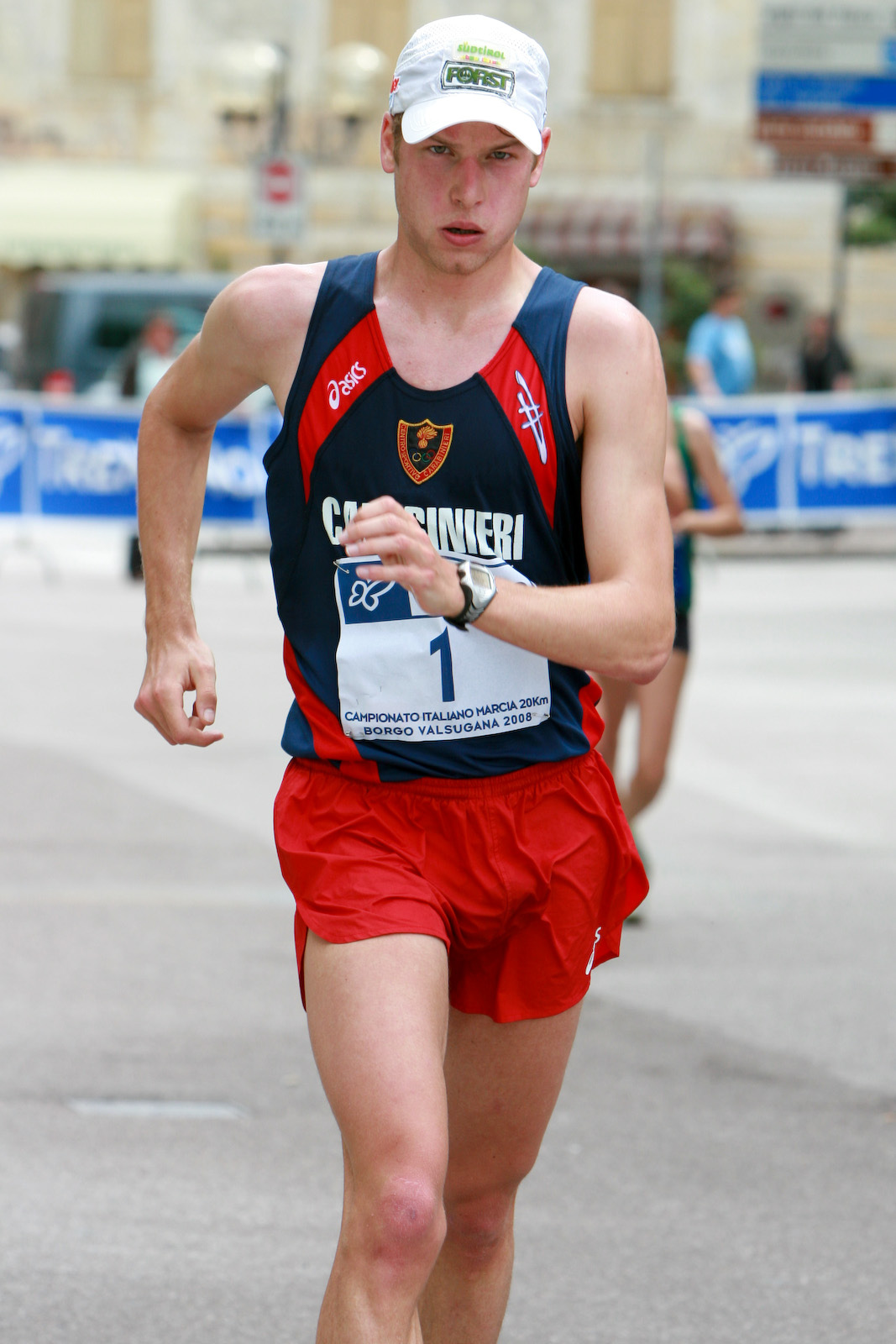
Alex Schwazer belegte Rang fünf
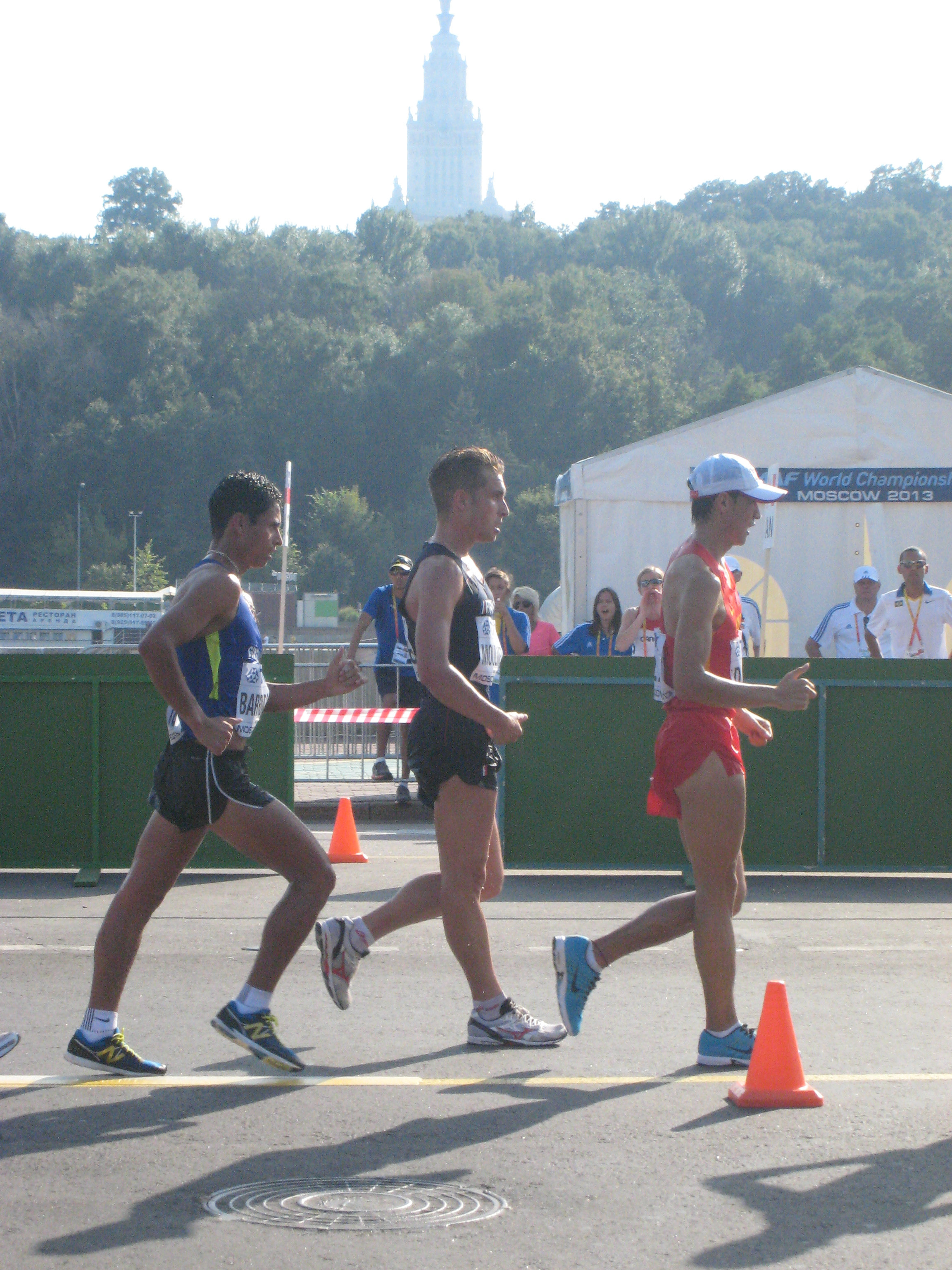
Erick Barrondo (links) erreichte Platz sechs
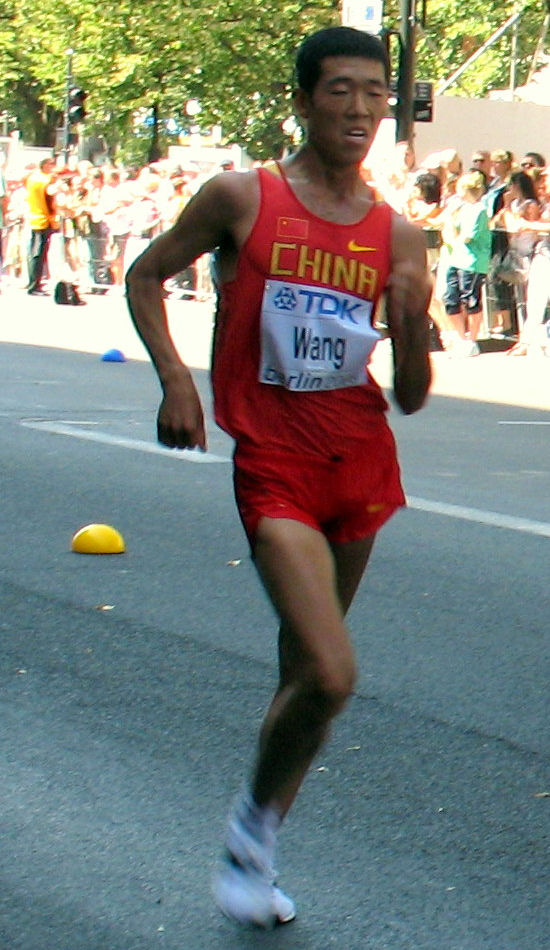
Titelverteidiger Wang Hao – Rang acht

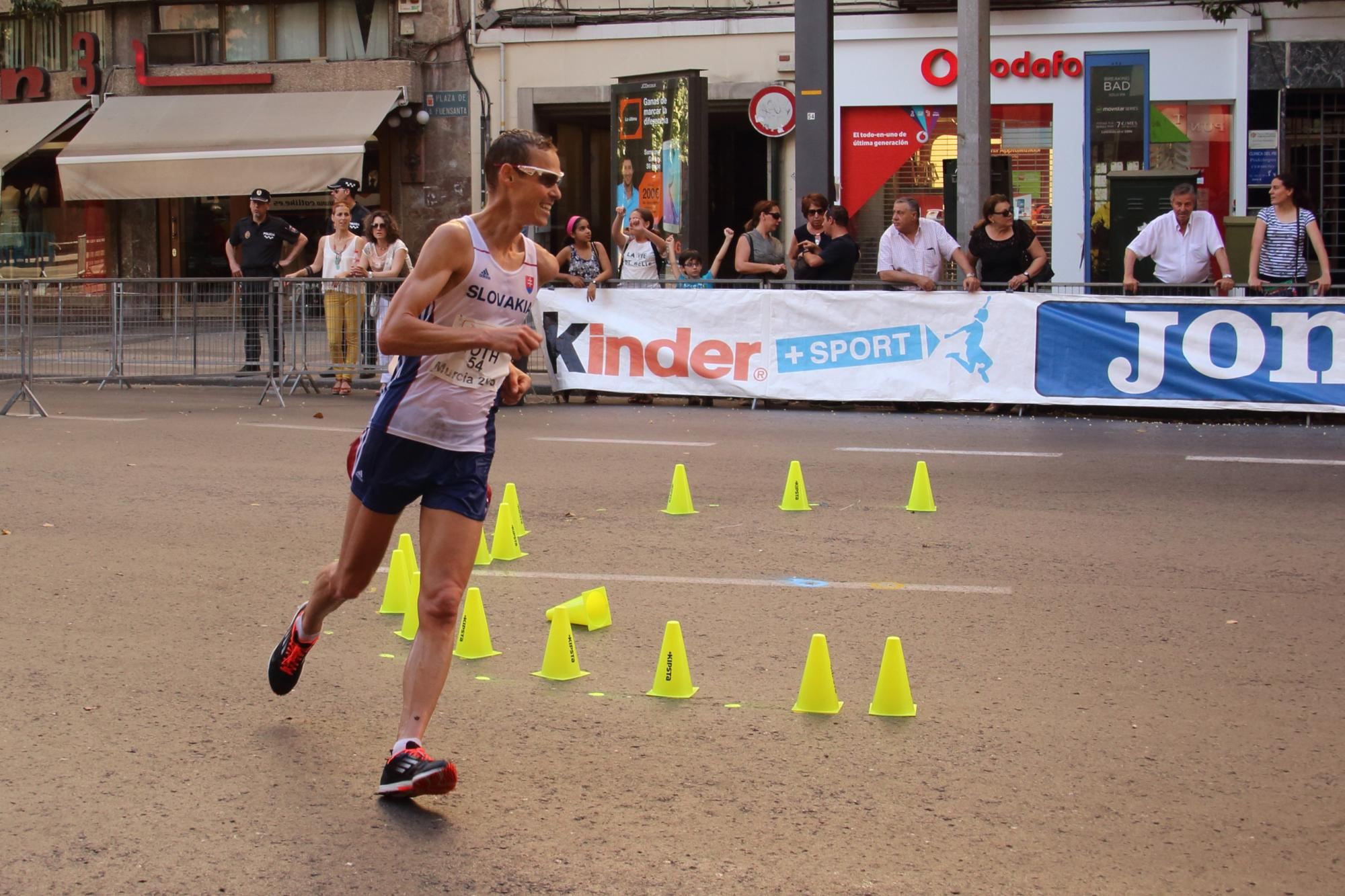
Der neuntplatzierte Matej Tóth
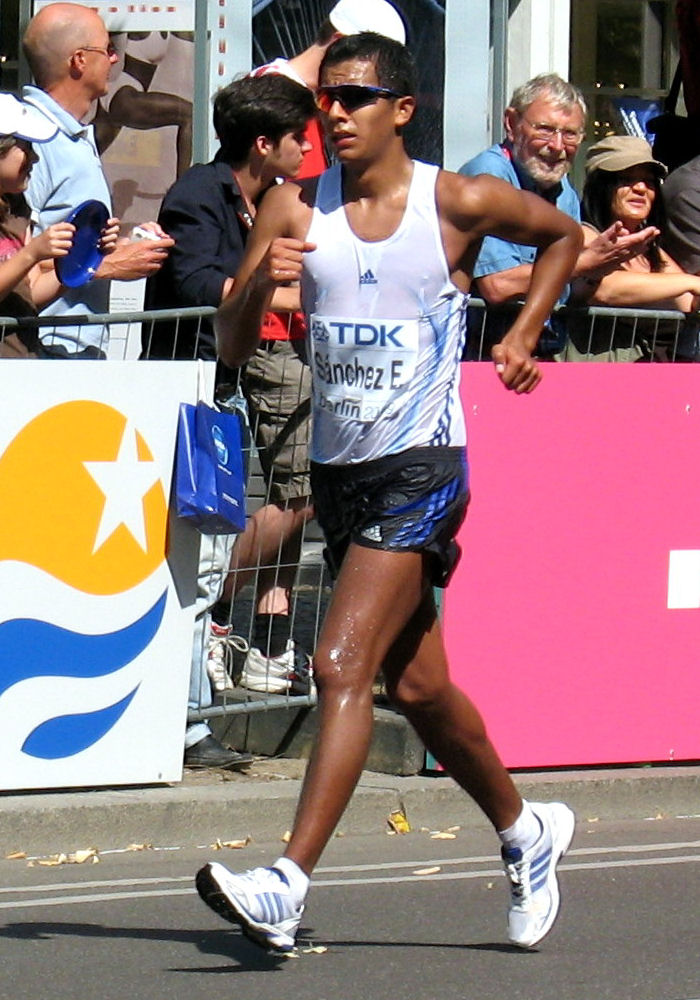
Eder Sánchez – Rang zehn
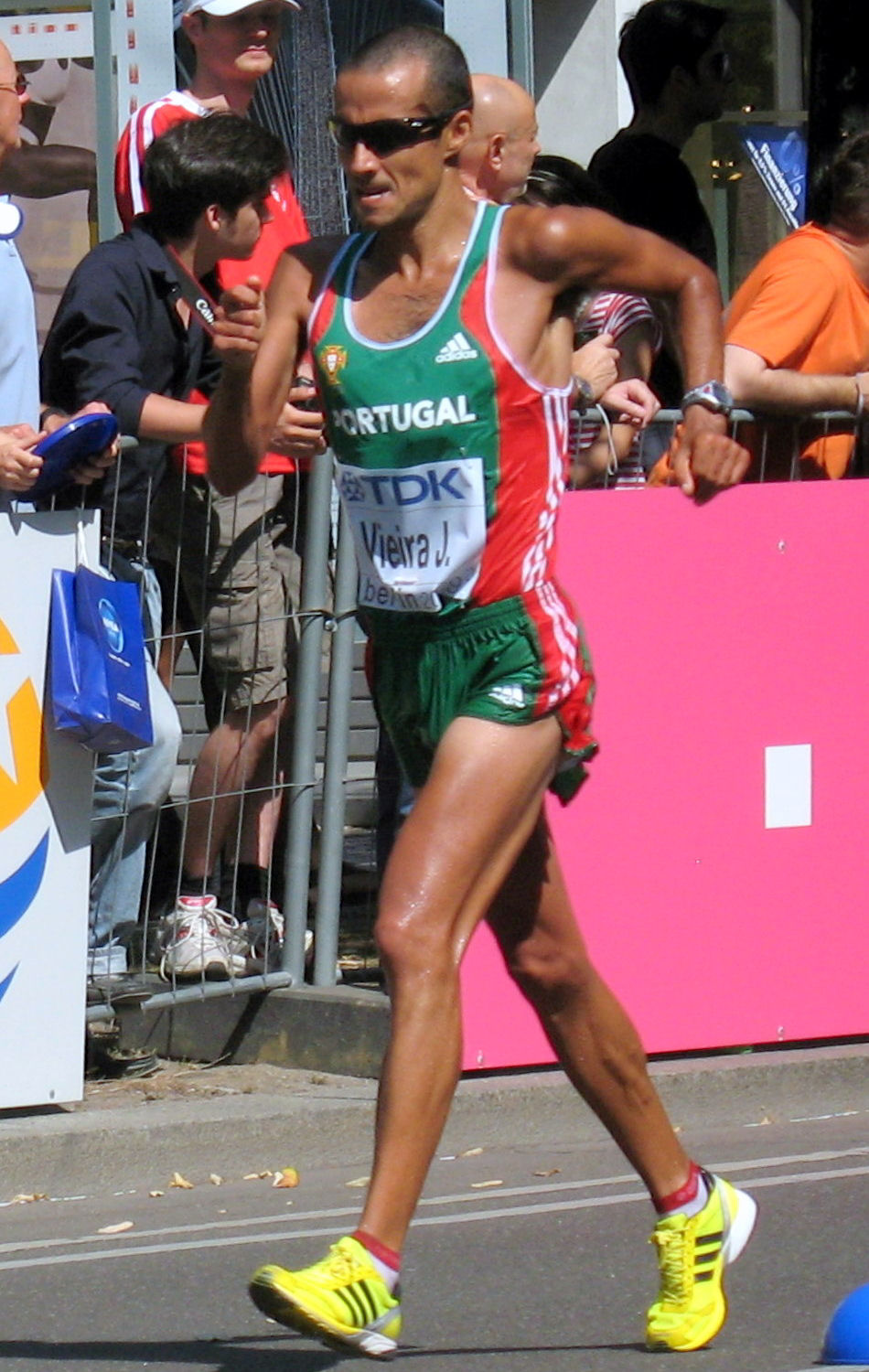
João Vieira wurde Elfter
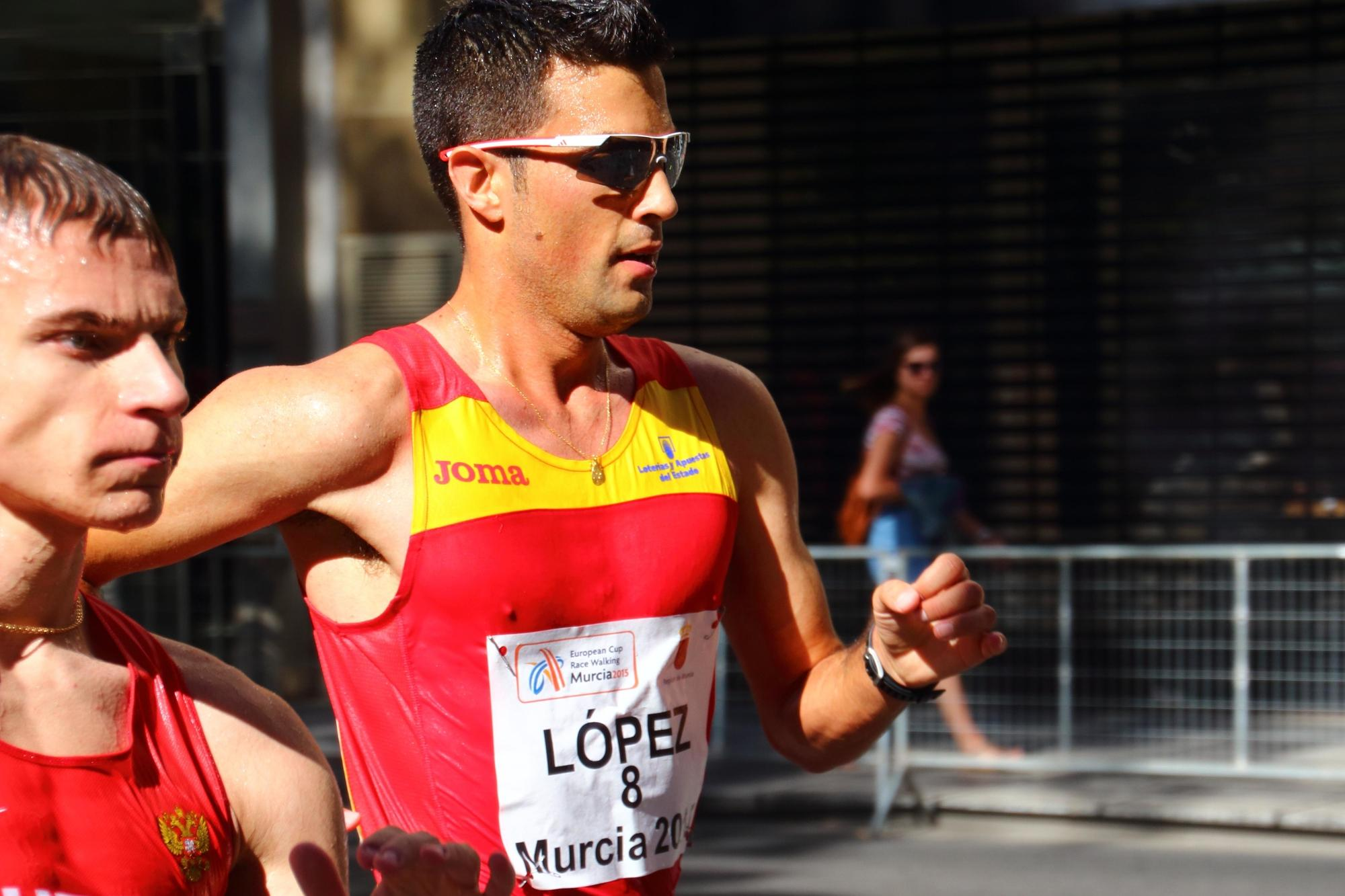
Miguel Ángel López – Rang zwölf
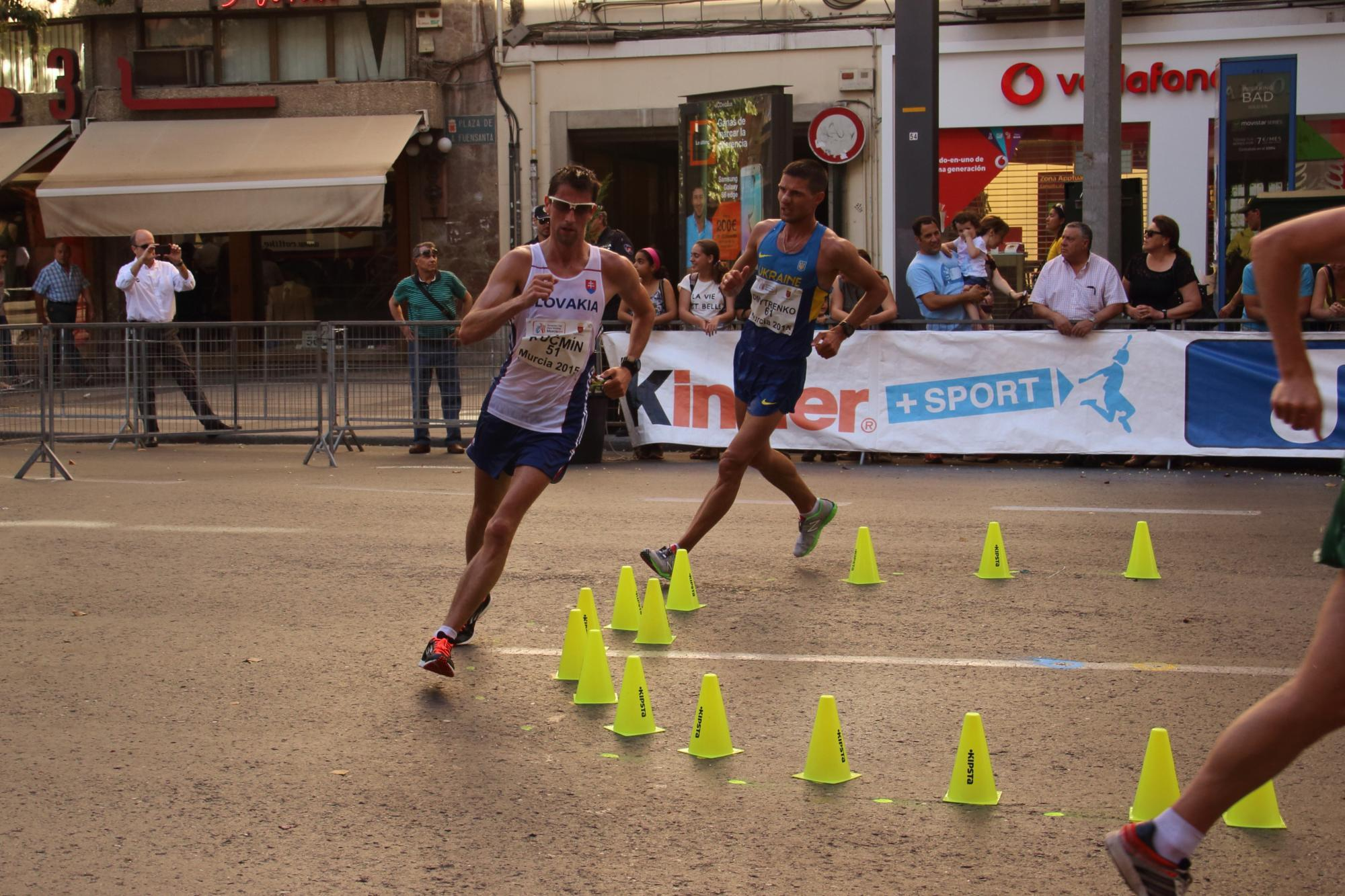
Rang dreizehn für Anton Kučmín (weißes Trikot)
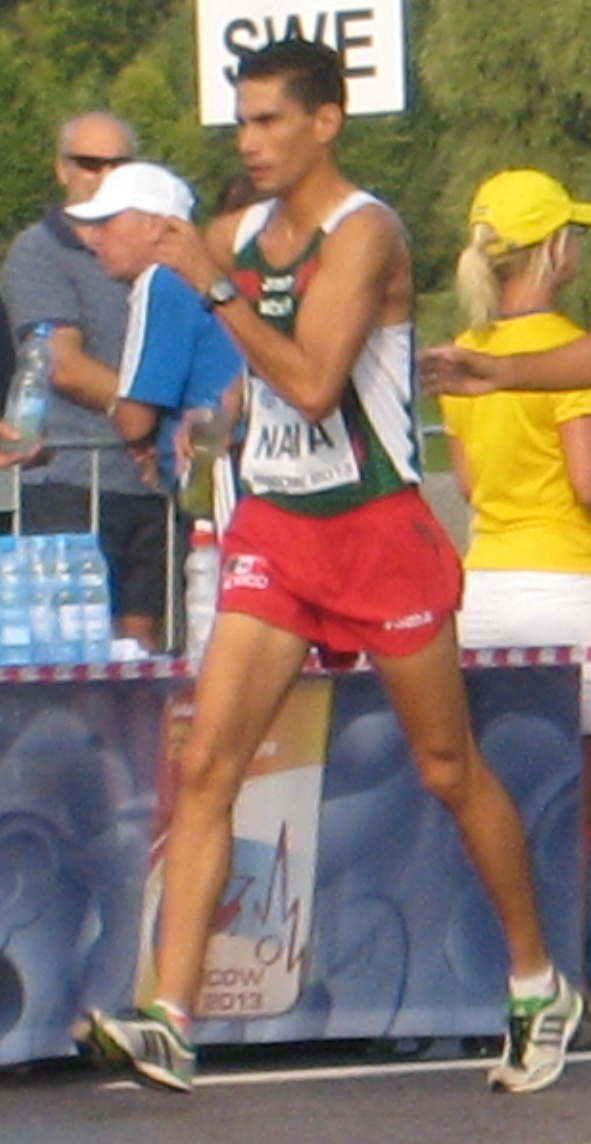
Horacio Nava – Rang fünfzehn
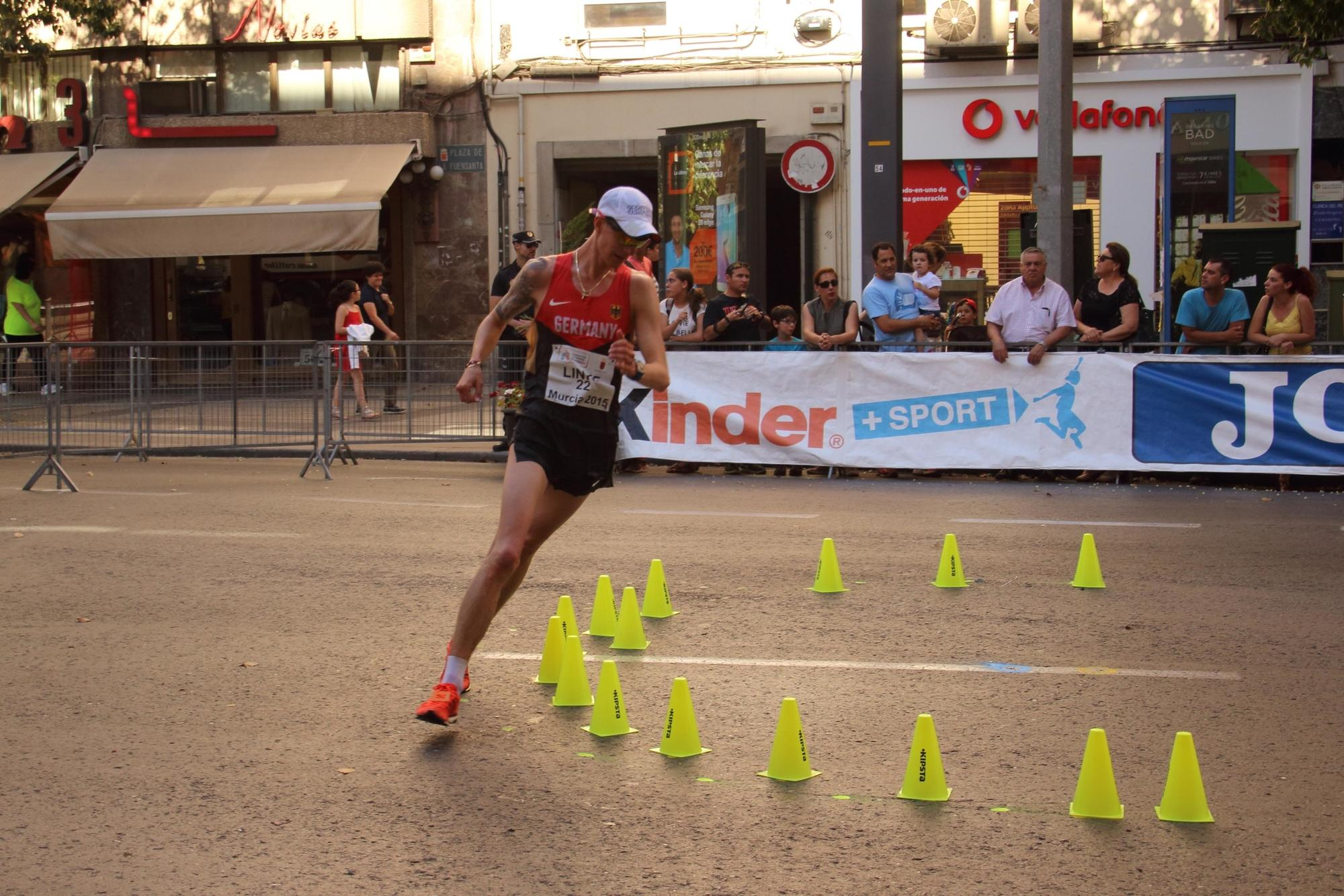
Christopher Linke – Rang sechzehn

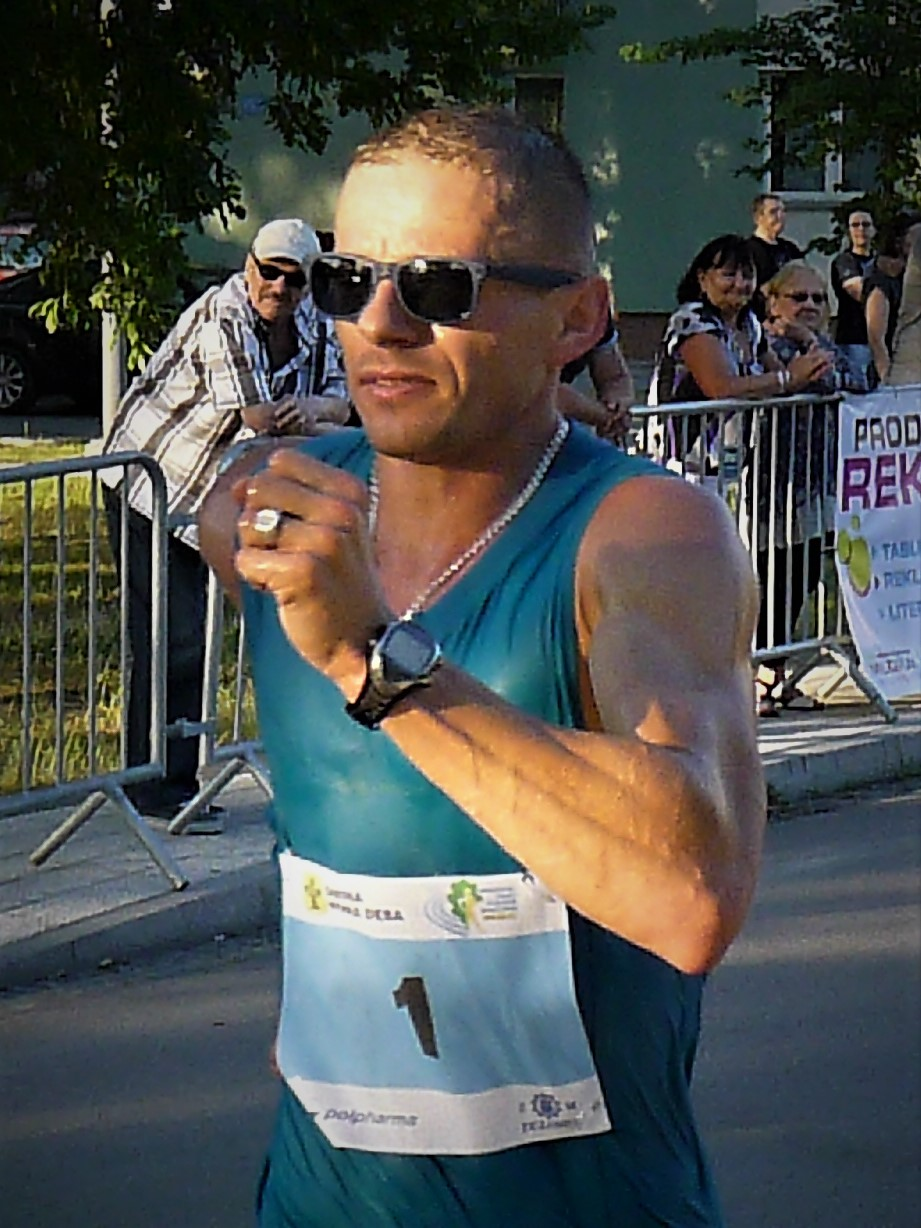
Rafał Augustyn – Rang neunzehn
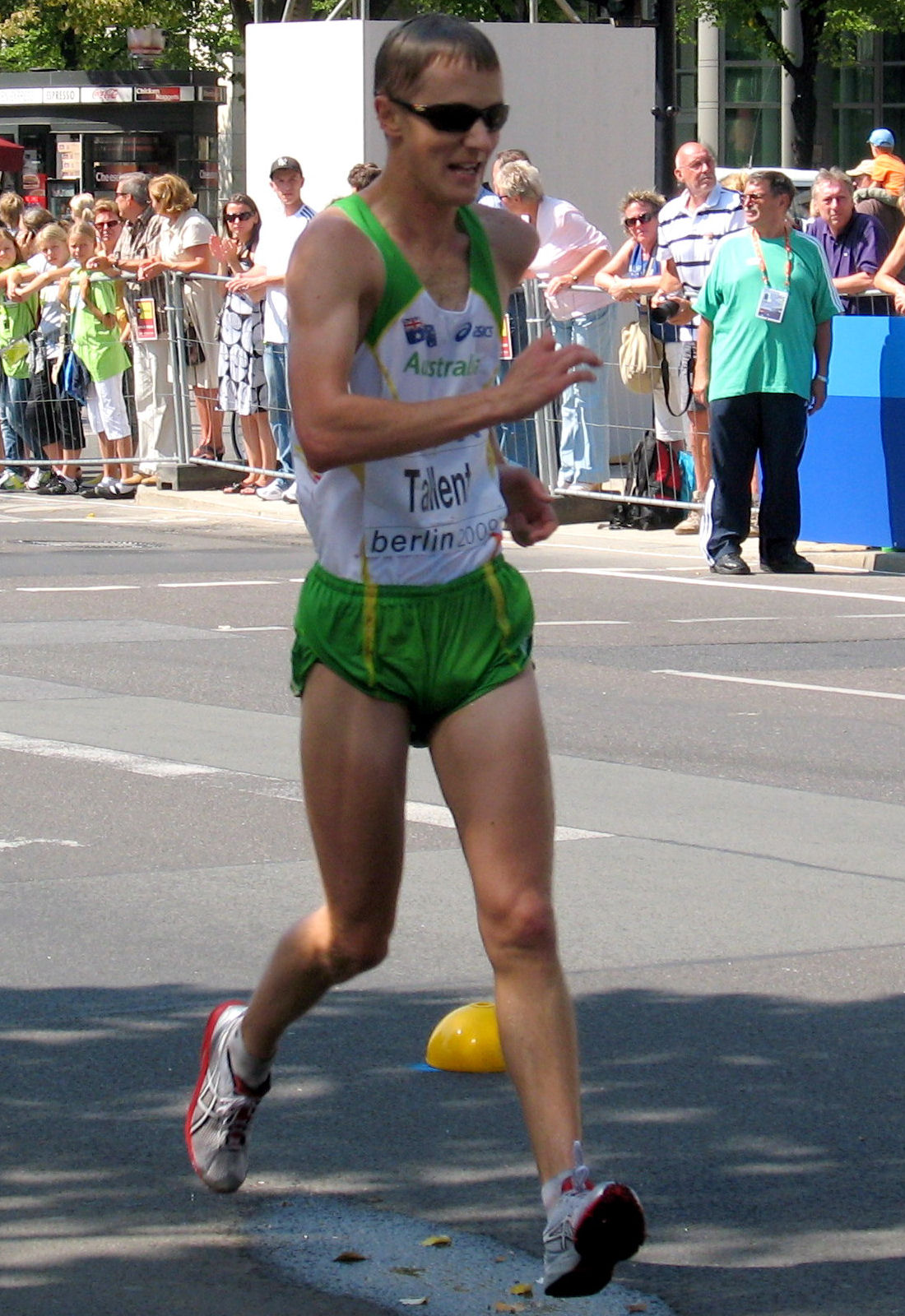
Jared Tallent – Rang 22
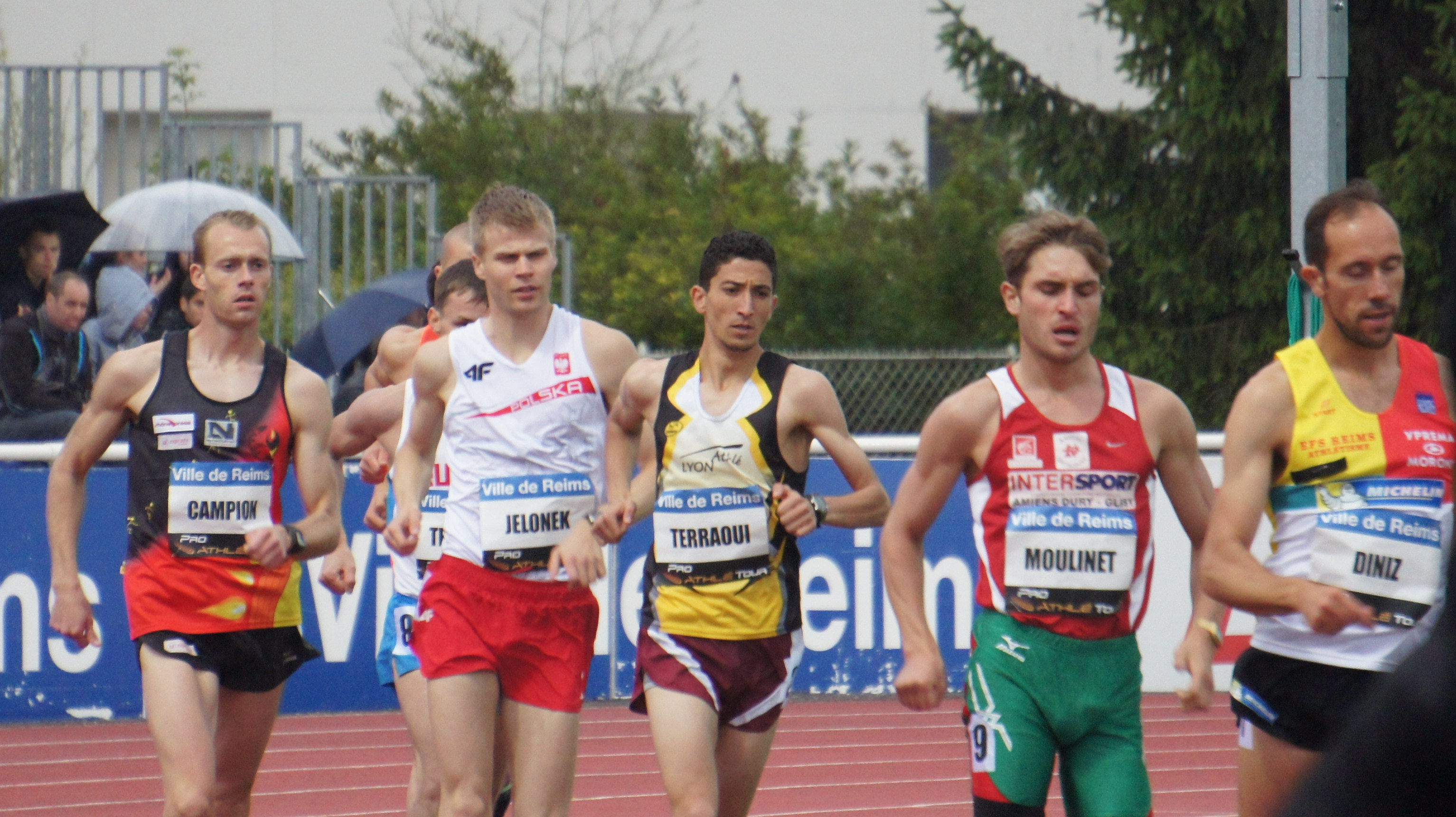
Hédi Teraoui (Dritter von rechts) – Rang 28
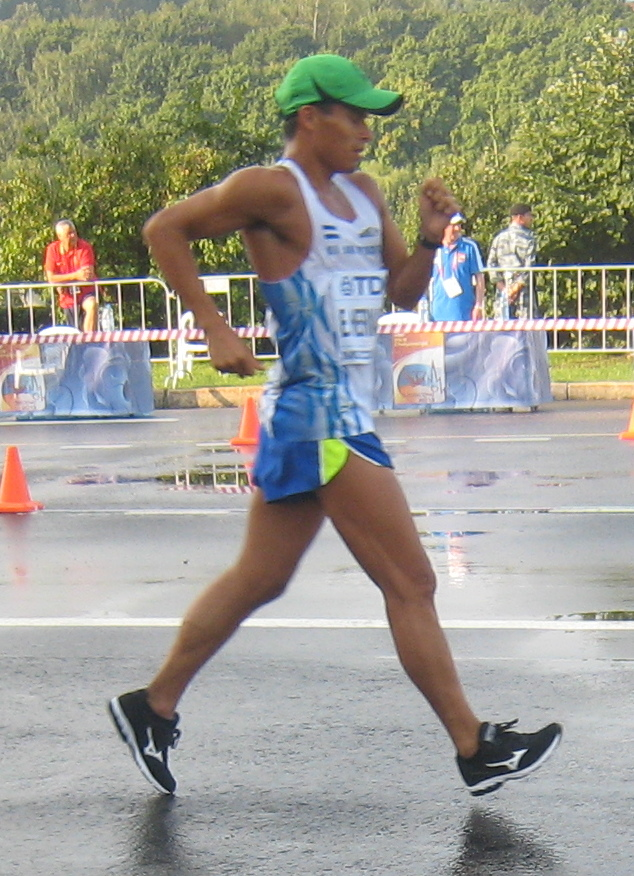
Emerson Hernandez – Rang 31
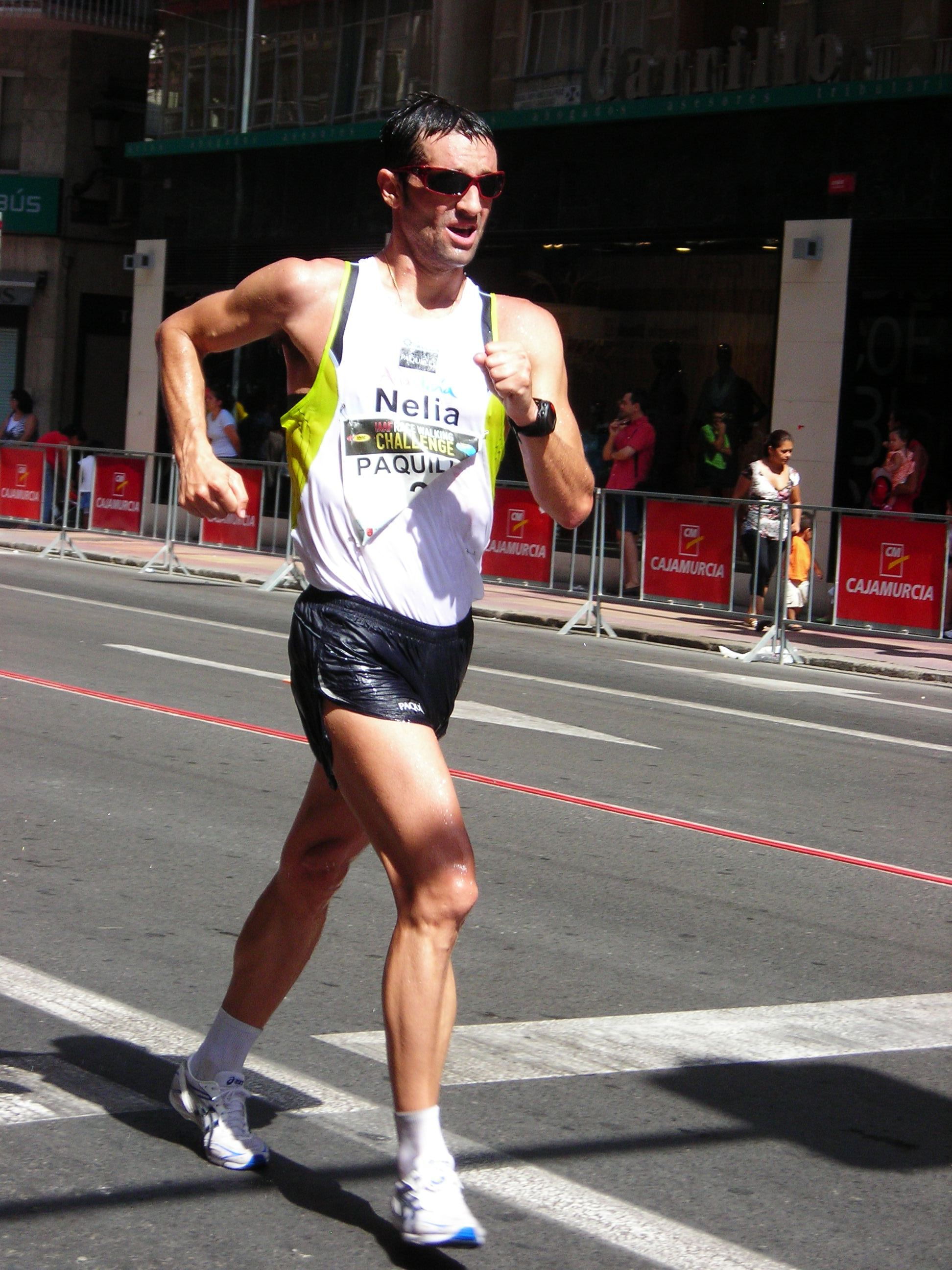
Francisco Javier Fernández – Wettkampf nicht beendet
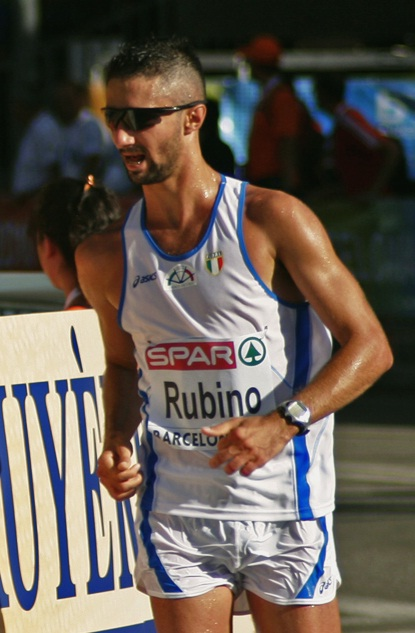
Giorgio Rubino – disqualifiziert nach Verstoß gegen die Gehregeln
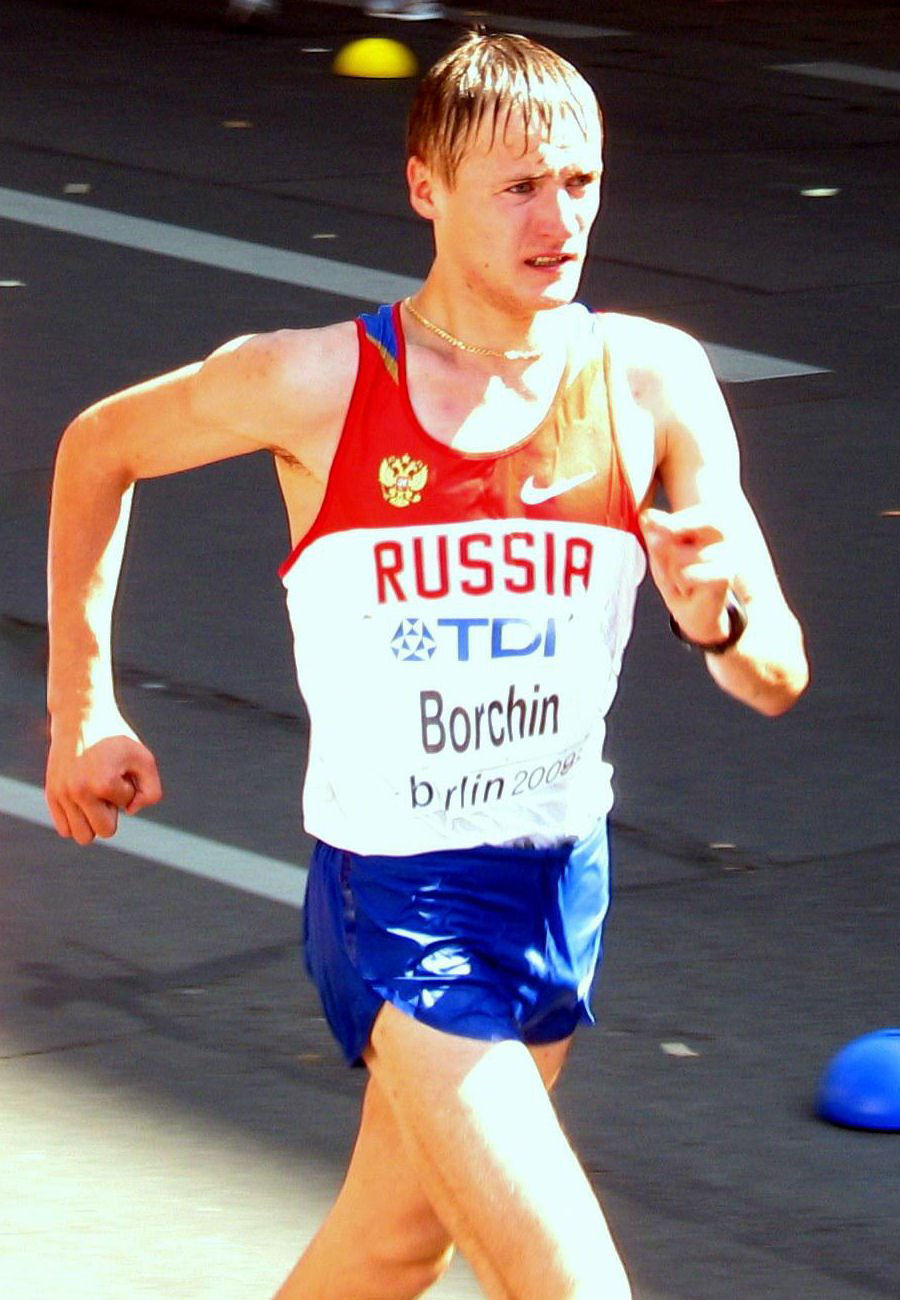
Der ursprüngliche Gewinner Waleri Bortschin musste Gold wegen Dopingbetrugs zurückgeben

## Video
- Daegu 2011 Competition: 20 Kilometers Race Walk Final, youtube.com, abgerufen am 25. Dezember 2020